# Nannolene minor
Nannolene minor är en mångfotingart som beskrevs av Loomis 1938. Nannolene minor ingår i släktet Nannolene och familjen Cambalidae. Inga underarter finns listade i Catalogue of Life.